# Жюминьи
Жюминьи́ (фр. Jumigny) — коммуна во Франции, находится в регионе Пикардия. Департамент коммуны — Эна. Входит в состав кантона Гиньикур. Округ коммуны — Лан.
Код INSEE коммуны — 02396.

## Население
Население коммуны на 2010 год составляло 69 человек.
| 1962 | 1968 | 1975 | 1982 | 1990 | 1999 | 2010 |
| ---- | ---- | ---- | ---- | ---- | ---- | ---- |
| 87   | 77   | 71   | 68   | 60   | 68   | 69   |

## Экономика
В 2010 году среди 42 человек трудоспособного возраста (15—64 лет) 31 были экономически активными, 11 — неактивными (показатель активности — 73,8 %, в 1999 году было 66,7 %). Из 31 активных жителей работали 28 человек (16 мужчин и 12 женщин), безработных было 3 (1 мужчина и 2 женщины). Среди 11 неактивных 4 человека были учениками или студентами, 3 — пенсионерами, 4 были неактивными по другим причинам.